# Clavija costaricana
Clavija costaricana är en viveväxtart som beskrevs av Henri François Pittier. Clavija costaricana ingår i släktet Clavija och familjen viveväxter. Inga underarter finns listade i Catalogue of Life.